# Chöd
Chöd significa, literalmente, “cortar através”.  Refere-se a uma prática budista desenvolvida pela mística Machik Labdron (1031-1129 d.C.), com a finalidade de cortar as formas de apego ao eu e às dualidades. 
Dentro da terminologia budista é uma prática irada, porque contempla-se a divindade da prática em seu aspecto irado. No caso, a divindade visualizada é Troma Nagmo.
A estrutura prática é a de um pequeno banquete, ou festim, em que o praticante oferece o próprio corpo para o bem de todos os seres sencientes. A fórmula da prática varia de acordo com o horário em que é praticada, recebendo cada banquete o nome de uma cor. Como objetos rituais, o praticante usa um pequeno sino e um pequeno tambor, chamado damaru.